# Retinal
Retinal, Vitamine A1-aldehyde is een derivaat van Vitamine A.

## Functies
Retinal is de actieve vorm van vitamine A (retinol) die een rol speelt in de staafjes van het netvlies. Het wordt uit plantaardig bètacaroteen (pro-vitamine A) gevormd of rechtstreeks uit (dierlijk) voedsel opgenomen; of gevormd uit retinol door retineen-reductase, een NAD-afhankelijk enzym.
Onder invloed van licht splitst het pigment in de staafjes, rodopsine, zich in het eiwit opsine en retinal. Dit laatste wordt afgebroken tot retinol, maar ook weer teruggevormd.
Retinal is een alkeen met geconjugeerde dubbele bindingen. De kern van het reactieschema is de fotoisomerisatie (licht-geïnduceerde isomerisatie) van een cis-vorm van retinal tot de all-trans-vorm, dat wil zeggen dat de twee stukken moleculen langs weerskanten van een dubbele binding onder invloed van licht een halve slag roteren ten opzichte van elkaar.
Vitamine A is ook belangrijk voor de integriteit van de ogen en voor de weerstand tegen luchtweginfecties.

## Tekort aan vitamine A
- Nachtblindheid
- Xerophthalmie (oogziekte)
- Keratomalacie
- Verhoogde sterfte aan bijvoorbeeld de mazelen

Provitamine A (caroteen) zit in gele groente
Vitamine A zit in lever, vette vis en eigeel
Te veel vitamine A is schadelijk, en is met name in de zwangerschap af te raden.